# Rocca Gran Tempesta
La rocca Gran Tempesta (Rocher de la Grande Tempête in francese) è una montagna delle Alpi Cozie alta 3.002 m. È situata in Francia tra la valle Stretta e la valle della Clarée, e amministrativamente fa parte del comune di Névache (Alte Alpi).

## Descrizione
La montagna costituisce la maggiore elevazione del tratto della catena principale alpina che divide la valle Stretta (vallata laterale della valle di Susa, bacino del Po) dalla valle della Clarée (tributaria della valle della Durance, bacino del Rodano).
Una insellatura a quota 2.917 la separa verso sud-est dalla rocca Piccola Tempesta (2.973 m), mentre a nord lo spartiacque prosegue verso il col des Muandes (2.828 m) e la rocca di Chardonnet con una serie di elevazioni tra le quali i rochers de l'Aigle (2.943 m).
In corrispondenza della cima si diparte verso ovest dallo spartiacque principale la crête des Muandes, un crinale che separa tra loro due valloni laterali della val della Clarée: il vallon des Muandes (a nord) e il vallon de la Cula (a sud).
Il versante nord-occidentale della Rocca Gran Tempesta è di natura principalmente detritica, mentre su quelli meridionale e nord-orientale (esposto quest'ultimo verso la valle stretta e che sovrasta alcuni laghetti) predominano pareti di roccia piuttosto friabile.
Sul punto culminante sorge un ometto di pietrame.
È inclusa nel champ de tir de Rochilles Mont Thabor, una zona utilizzata per esercitazioni militari dall'esercito francese. Durante tali esercitazioni il transito nella zona viene evidentemente vietato alle persone non autorizzate.

## Storia
La montagna, pur essendo sullo spartiacque val di Susa - valle della Clarée, ricade interamente in territorio francese (come il resto della valle Stretta) a seguito delle modifiche apportate al confine nel 1947 in forza del trattato di Parigi.

## Accesso alla vetta

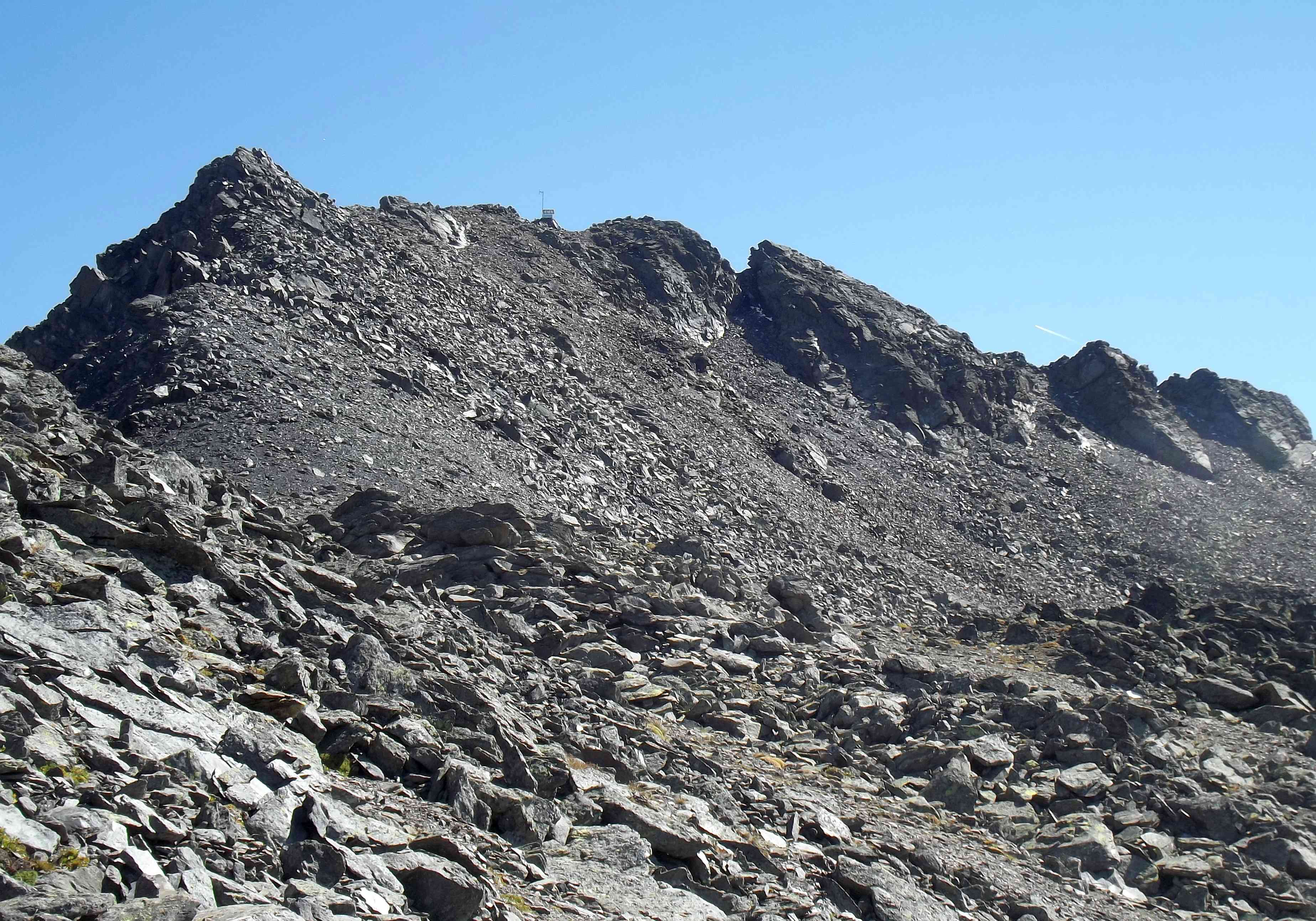
Il versante nord-ovest, affacciato sul vallon des Muandes

### Accesso estivo
La rocca Gran Tempesta può essere raggiunta per tracce di passaggio sul detritico versante nord-occidentale, con partenza dal refuge des Drayères e transitando per i lacs des Muandes, raggiunti da un sentiero che parte dal fondovalle.
La salita a partire dalla grange di valle Stretta si svolge nella sua parte più alta prima su pietraia e poi lungo la cresta divisoria con la valle della Clarée; è considerata di una difficoltà escursionistica EE.
La via che percorre la  crête des Muandes è invece di tipo alpinistico, con difficoltà valutata in F.

### Accesso invernale
La montagna è accessibile anche con gli sci da sci alpinismo. La salita dal lato val Clarée (chalets de Laval) è considerata di una difficoltà MS.
Dalla valle stretta la salita, con gli sci o con le ciaspole, risulta più impegnativa.

## Punti di appoggio
- Refuge des Drayères (valle della Clarée)
- Refuge des Laval (valle della Clarée)
- Rifugio I Re Magi (valle Stretta)
- Rifugio Terzo Alpini (valle Stretta)

## Cartografia
- Cartografia ufficiale francese dell'Institut géographique national (IGN), consultabile online
- Istituto Geografico Centrale - Carta dei sentieri e dei rifugi scala 1:50.000 n. 1 Valli di Susa Chisone e Germanasca e 1:25.000 n. 104 Bardonecchia Monte Thabor Sauze d'Oulx